# Phractura tenuicauda
Phractura tenuicauda és una espècie de peix de la família dels amfílids i de l'ordre dels siluriformes.

## Morfologia
Els mascles poden assolir els 9,5 cm de llargària total.

## Hàbitat
Viu en àrees de clima tropical entre els 3°N i els 10°S de latitud.

## Distribució geogràfica
Es troba a Àfrica: conca del riu Congo.